# Гаррісон (округ, Міссурі)
Шаблон:StateAbbr_ 40°21′ пн. ш. 93°59′ зх. д. / 40.35° пн. ш. 93.98° зх. д.
Округ Гаррісон (англ. Harrison County) — округ (графство) у штаті Міссурі, США. Ідентифікатор округу 29081.

## Історія
Округ утворений 1834 року.

## Демографія
За даними перепису
2000 року
загальне населення округу становило 8850 осіб, зокрема міського населення було 2532, а сільського — 6318.
Серед мешканців округу чоловіків було 4293, а жінок — 4557. В окрузі було 3658 домогосподарств, 2489 родин, які мешкали в 4316 будинках.
Середній розмір родини становив 2,88.
Віковий розподіл населення поданий у таблиці:
| Стать    | До 15 років | 15-21 | 22-29 | 30-39 | 40-49 | 50-65 | 65-85 | Понад 85 |
| -------- | ----------- | ----- | ----- | ----- | ----- | ----- | ----- | -------- |
| Чоловіки | 898         | 405   | 342   | 510   | 608   | 731   | 703   | 96       |
| Жінки    | 812         | 381   | 355   | 515   | 579   | 769   | 889   | 257      |

## Суміжні округи
- Рінгголд, Айова — північ
- Декатур, Айова — північний схід
- Мерсер — схід
- Ґранді — південний схід
- Девісс — південь
- Джентрі — південний захід
- Ворт — північний захід

## Виноски
1. ↑  U.S. Decennial Census. United States Census Bureau. Архів оригіналу за 12 травня 2015. Процитовано 16 листопада 2014.
2. ↑  Historical Census Browser. University of Virginia Library. Архів оригіналу за 11 серпня 2012. Процитовано 16 листопада 2014.
3. ↑  Population of Counties by Decennial Census: 1900 to 1990. United States Census Bureau. Архів оригіналу за 3 грудня 2014. Процитовано 16 листопада 2014.
4. ↑  Census 2000 PHC-T-4. Ranking Tables for Counties: 1990 and 2000 (PDF). United States Census Bureau. Архів оригіналу (PDF) за 18 грудня 2014. Процитовано 16 листопада 2014.
5. ↑  State & County QuickFacts. United States Census Bureau. Архів оригіналу за 7 червня 2011. Процитовано 9 вересня 2013.(англ.) Наведено за англійською вікіпедією.
6. ↑  American FactFinder. Бюро перепису населення США. Архів оригіналу за 21 травня 2008. Процитовано 31 січня 2008.

| США | Це незавершена стаття з географії США. Ви можете допомогти проєкту, виправивши або дописавши її. |